# Spanec (Courbet)
Spanec (francosko Le Sommeil) je erotična slika v olju na platnu francoskega umetnika Gustava Courbeta, ustvarjena leta 1866. Slika, ki prikazuje lezbični par, je znana tudi kot Dve prijateljici (Les Deux Amies) in Ravnodušnost in poželenje (Paresse et Luxure).
Slika je bila zaradi erotičnega prizora med dvema ženskama v svojem času izjemno škandalozna. Čeprav so sramne površine v veliki meri pokrite, so bradavičke žensk zelo jasno vidne. Rdečelaska je verjetno Courbetova muza Joanna Hifferan, temnolaska je verjetno tista, ki je bila tudi model za sliko Izvor sveta. Tudi če bi zmečkana posteljnina lahko aludirala na spolno dejanje, je poudarek na lepoti ženskega telesa. Zaradi stisnjenega položaja rdečelaske lahko domnevamo, da gre za 'indolentnost', medtem ko je provokativna, privlačna poza rjavolaske poosebitev 'poželenja'.

## Zgodovina
Le Sommeil je prvotno naročil turški diplomat in zbiralec umetnin pozne osmanske dobe Halil Şerif Paša, ki je od leta 1860 živel v Parizu. Sliko je bilo dovoljeno javno prikazati šele leta 1988, tako kot številna njegova druga dela, kot je L'Origine du monde. Ko je leta 1872 trgovec s slikami razstavil Le Sommeil, je to postalo predmet policijskega poročila. Ena od modelov na sliki je bila Joanna Hiffernan, ki je bila takrat ljubica kolega slikarja Jamesa Abbotta Whistlerja. Whistlerjeva zveza s Hiffernanovo se je kmalu zatem končala in njegovo mnenje o Courbetu se je poslabšalo.
Enciklopedija lezbičnih in gejevskih zgodovin in kultur sliko Le Sommeil opisuje kot 'slavno' sliko. Slika je vplivala na umetnost 19. stoletja, kajti po javni razstavi je na številne lezbične pare vplivala vrsta sodobnih umetnikov. Ponavljanje te teme je pomagalo zmanjšati tabuje, povezane z lezbičnimi odnosi.
Danes je Le Sommeil v zbirki pariškega muzeja Petit Palais.

## Opis
Slika prikazuje dve goli ženski, ki spita na postelji, prepleteni v erotični objem in počivata po spolnem odnosu.
Postavitev je spalnica z različnim tekstilom in okrasnim pohištvom. V ozadju je temno modra žametna zavesa, v desnem kotu pa miza z okrasno vazo z rožami. V ospredju je majhna lesena miza, na kateri so trije predmeti - barvna steklenička, prozorna kristalna vaza in skodelica. Razen tega nekaj pohištva na sliki ni ničesar, kar bi zasenčilo glavno podobo - ženski.
Ena od spečih žensk je rdečelaska, druga pa rjavolaska. Za kontrast barv je Courbet delal krivulje med ženskami. Strgana biserna ogrlica in lasnica, odvržena na postelji, se nanašata na naravo njune prejšnje dejavnosti.

## Analiza
Slika je bila navdihnjena s pesmijo Charlesa Baudelaira Les Fleurs du mal iz njegove zbirke Les Fleurs du mal ('Cvetje zla'). Le Sommeil je interpretirana kot realistična slika, ki podrobno opisuje telesa, ne da bi prikrivala njihove pomanjkljivosti.